# Euphorbia antiquorum
El euforbio malayo, daluke o sesudu (Euphorbia antiquorum) es un arbusto de la familia de las euforbiáceas que crece en las zonas cálidas del sur de Asia y Sri Lanka.

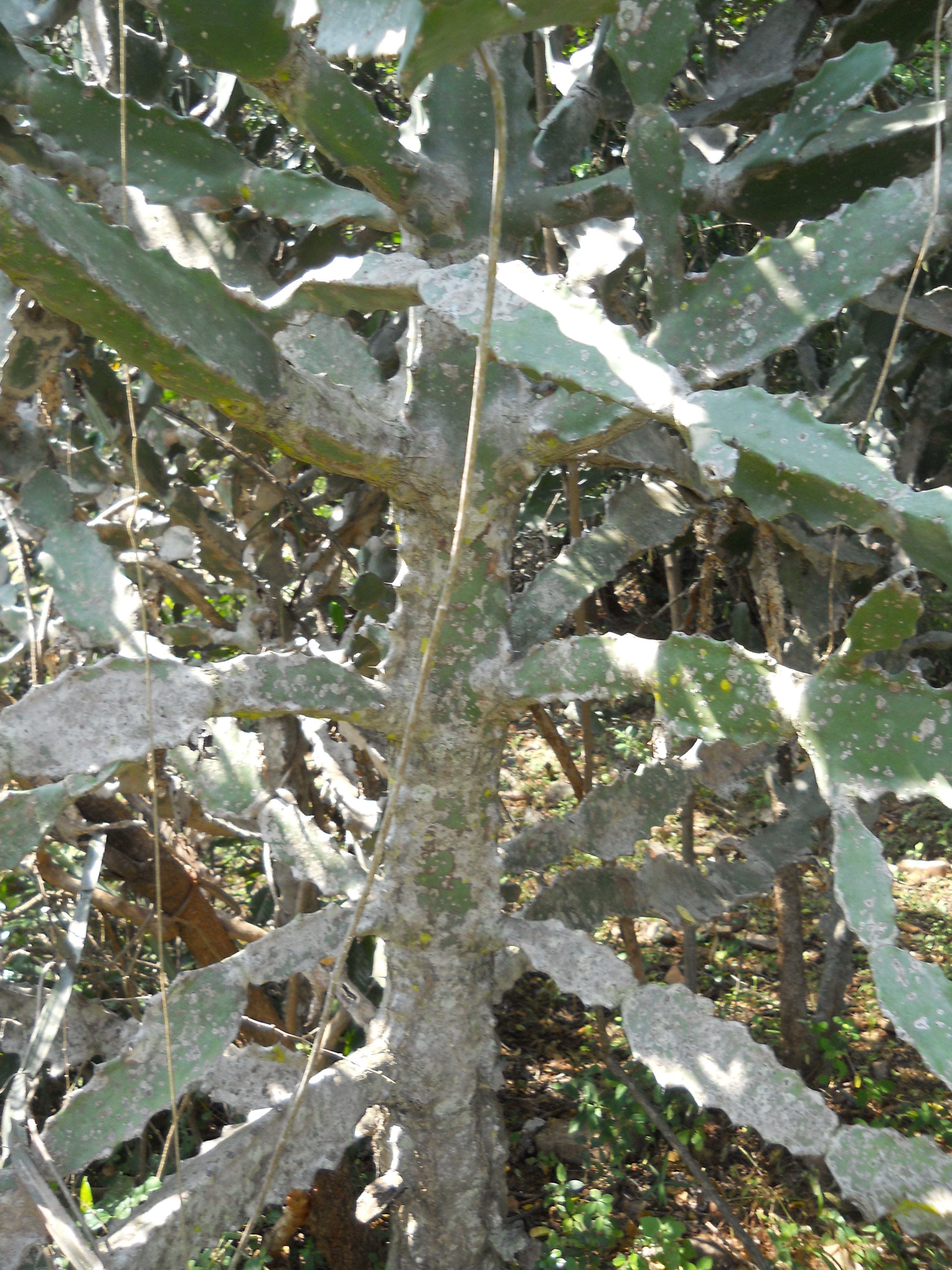
Vista de la planta

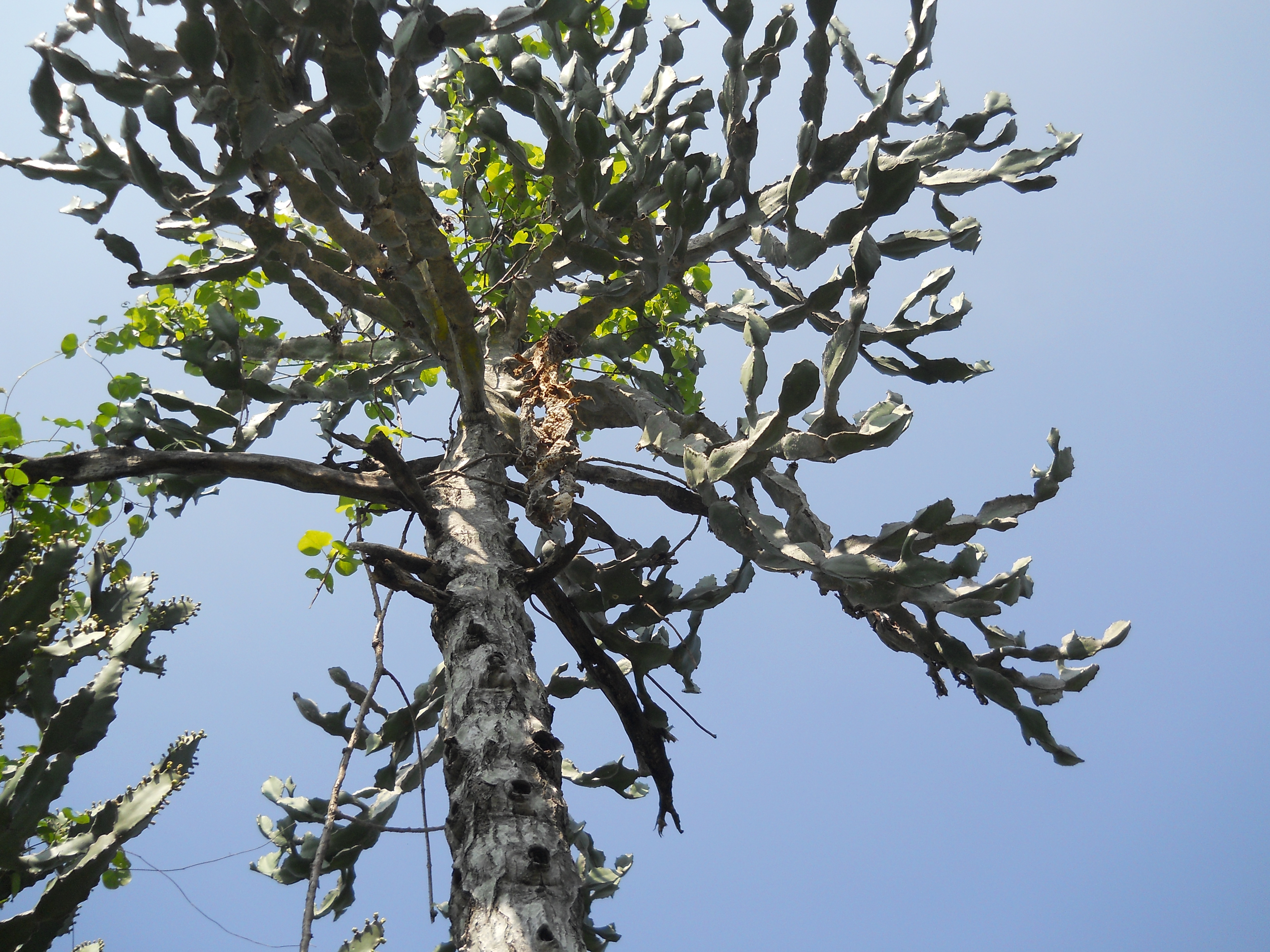
Vista de la planta

## Descripción
Alcanza entre 3 y 5 m de altura, con tres o cuatro tallos de 5 a 7 cm de diámetro, ramificados en las partes superiores, con nervaduras prominentes en aletas de 1 a 2 cm de ancho y 3 a 5 mm de grosor, triangularmente dentadas. Hojas caducas, alternas, obovoides a oblongas, de 2 a 5 de largo por 1 a 2 cm de ancho, base atenuada, margen entero, ápice redondeado, con espinas protectoras pareadas de 2 a 5 mm de longitud. Los pecíolos son muy cortos y las estípulas como púas. Inflorescencia en ciato subterminal con pedúnculo de 2 a 3 mm con 5 lóbulos, redondeados, denticulados. Semillas subglobosas de aproximadamente 2 mm de diámetro.

## Usos
Tradicionalmente se ha considerado que el látex de la planta tiene propiedades medicinales, insecticidas y tóxicas. Ha sido usado como emético, purgante y diurético. Recientemente se ha comprobado que las partes aéreas de la planta contienen elementos hepatoprotectores y antioxidantes, y han justificado el uso de la medicina tradicional de la decocción de la planta para tratar la ictericia. Estudios de campo revelaron que el látex puede ser eficaz para el control de áfidos y algunos insectos, pero puede ser resistido por aquellos cubiertos con cutícula gruesa. A su vez fueron determinados los componentes insecticidas.

## Taxonomía
Euphorbia antiquorum fue descrito por Carlos Linneo y publicado en Species Plantarum 1: 450, en 1753.

#### Etimología
Euphorbia: nombre genérico que deriva del médico griego del rey Juba II de Mauritania (52 a 50 a. C. - 23), Euphorbus, en su honor – o en alusión a su gran vientre – ya que usaba médicamente Euphorbia resinifera. En 1753 Carlos Linneo asignó el nombre a todo el género.
antiquorum: epíteto latino que significa "anciano, antiguo".

#### Sinonimia
- Euphorbia antiquorum var. polygona Wight
- Euphorbia arborescens Roxb.
- Tithymalus antiquorus (L.) Moench[8][9]